# Agylla albifines
Agylla albifines är en fjärilsart som beskrevs av Walker 1856. Agylla albifines ingår i släktet Agylla och familjen björnspinnare. Inga underarter finns listade i Catalogue of Life.